# イエロー・サブマリン音頭
「イエロー・サブマリン音頭」（イエロー・サブマリンおんど）は、1982年11月1日に発売された金沢明子の16枚目のシングルである。

## 解説
ビートルズが1966年に発表した「イエロー・サブマリン」を日本語でカバーし、大幅なアレンジを加えた楽曲である。ところどころにチャールズ・ツィマーマン作曲の行進曲「錨を上げて」や瀬戸口藤吉作曲の「軍艦行進曲」のモチーフが入っている。
制作のきっかけは、本作でディレクターを担当した川原伸司は予てからビートルズの曲を音頭にするアイディアを持っていたが、ある時ある音楽雑誌で「ナイアガラ音頭」の広告をみて「先にやられた」とがっかりし、企画は頓挫した。歌い手も、デモテープを担当した竹内まりやがビートルズファンであったため、この曲を冒涜と感じて拒否感を示すなどの問題があった。その後、今作のプロデュースを手がける大滝詠一と出会ったことで、本作の制作話が持ち上がり、制作するに至る。その時点の歌い手には山田邦子が挙がっていたが、大瀧は「歌い手が山田邦子だと最初からコミックソングだと思われてしまう。他の人でないと真面目に受け取られない」と却下したため、川原がビクターに交渉して金沢明子が担当することになった。
2番のバックの騒いでいる音は、スタジオにいた面々を呼び集めて騒ぎ、パーティーサウンドを作ってそれを幾度も多重録音していて、その中でバーテンダーを松武秀樹が担当している。
エンディングのセリフは、杉真理、伊藤銀次、川原伸司、大瀧詠一、佐野元春の順に言っている。
これらの事実は、1984年6月にNHK-FMの「大瀧詠一スペシャル'84」最終日（6月22日）に放送された「大瀧詠一プロデュース メイキング・オブ・イエロー・サブマリン音頭」で明らかにされた。
金沢は、大滝が松田聖子のプロデュースをしていたことから「聖子ちゃんのように歌えると思っていたら“もっとコブシを入れて”と言われてがっかりした」と言う趣旨の発言をしている。
当初日本語訳詞は、森雪之丞が担当することになっていた。サビの終わりにある「潜水艦」は、森が作ってリハーサルテープ収録時まで使われていた訳詞から使われている。
編曲を担当した萩原哲晶はこれが遺作となった。
1980年代からビートルズの楽曲著作権保護が強化され、その影響で、1960年代や1970年代にカバーの際に行われていた歌詞の変更（替え歌及び訳詞）が世界的に認められなくなった。しかし、この曲を聞いたポール・マッカートニーは歌詞の変更を伴ったカバーを許可した。ビートルズ結成20年記念という名目で発表された同曲は、日本国内のビートルズファンから顰蹙を買ったと言われている一方、近年では洋楽と邦楽の融合化という、新しい分野の音楽の創造という積極的評価もされつつある。なお、レコーディングに参加した歌手は全員ビートルズのファンである。
なお、大瀧もアルフレッド・ヒッチコックが自身の作品のどこかにさり気なく登場するように曲のどこかで参加しているが、その箇所はセリフの順番で上記されているが、一言なので慎重に聞かないと分らない。
オリジナルオケだけの音源が残されており、2022年にNHK総合テレビジョンで放送された「1オクターブの音楽会」で、金沢がオリジナルオケで当時の様に高い声が出るか不安視しながらも高い声で歌い上げた。
マルチテープが残されており、レコーディングに参加した井上鑑が解説、大滝の一言セリフも抜き出されて紹介された。

## 収録曲
1. イエロー・サブマリン音頭 (3分17秒)
作詞・作曲：ジョン・レノン、ポール・マッカートニー、日本語訳詞：松本隆、編曲：萩原哲晶
2. 夢を飲まないか (4分4秒)
作詞：伊達歩、作曲：ハーリー木村、編曲：高田弘
※前年リリースのものとは別アレンジとなっている。